# Don't Let Go (Love)
Don't Let Go (Love) is een nummer van de Amerikaanse R&B-groep En Vogue uit 1997. Het is de eerste single van hun derde studioalbum EV3.
"Don't Let Go (Love)" werd in veel landen een grote hit, en werd internationaal het meest succesvolle nummer van En Vogue. In zowel de Amerikaanse Billboard Hot 100 als de Nederlandse Top 40 haalde het de nummer 2-positie. In de Vlaamse Ultratop 50 haalde het de 4e positie.
In 2017 maakte de Britse dj James Hype met de Britse zangeres Kelli-Leigh een remake onder de titel More than Friends.